# Goriška Gora
Goriška Gora je naselje u slovenskoj Općini Škocjanu. Goriška Gora se nalazi u pokrajini Dolenjskoj i statističkoj regiji Jugoistočnoj Sloveniji. 

## Stanovništvo
Prema popisu stanovništva iz 2002. godine naselje je imalo 11 stanovnika.